# Petrosia alfiani
Petrosia alfiani är en svampdjursart som beskrevs av de Voogd och van Soest 2002. Petrosia alfiani ingår i släktet Petrosia och familjen Petrosiidae. Inga underarter finns listade i Catalogue of Life.